# 桑椹蟹
桑椹蟹（学名：Drachiella morum）为玉蟹科桑椹蟹属的动物。分布于日本、印度，包括南海、东海等海域，生活环境为海水，主要栖息于水深55-150米的沙质或泥沙质海底。其生存的海拔范围为-150至-55米。